# Hisztéria (együttes)
A Hisztéria, az 1990-es évek egyik ismert magyar punk zenekara volt. Legnagyobb sikereit az évtized közepe táján érte el, az akkori punkhullám hasonló előadóival együtt, mint az Üveges Csirkeszemek, Prosectura, C.A.F.B., Hétköznapi Csalódások. A Hisztéria 1998-ban feloszlott és 2006-ig hivatalosan nem működött. Az új felállású formáció 2006-ban alakult meg az eredeti énekes, Pataki Antal (Toncsi) vezetésével.

## Történet

### Kezdetek
1988-ban Pataki Antal (Toncsi) és Törőcsik Attila megalapították a zenekart Tonatt néven, majd hónapokkal később a csapat felvette a Hisztéria nevet. Az együttes 1991-ben rögzítette és szerzői kiadásban megjelentette Támadni kell című bemutatkozó albumát. Ennek terjesztését 1992-ben átvette a közkedvelt magyar rock énekes, Nagy Feró cége, a Nagy Feró Produkció.

### 1990-es évek
A következő Hisztéria lemez, a Kár az életért még 1992-ben kiadásra került. A sikerek és országos ismertség új lemezszerződést hozott a csapatnak 1993-ban, a Trottel records segítségével. A Ne fogd be a szád! hamarosan kiadásra került, a Trottel zenekar által működtetett kiadó gondozásában, akik olyan, később a magyar alternatív és punk zene meghatározó művészeinek kiadványait is forgalmazták, mint a Leukémia, C.A.F.B., Korai Öröm, Macskanadrág, Anima Sound System vagy a Prosectura. 1995-ben jelent meg a Game Over című nagylemez.
Az 1996-os X-Phobya című nagylemezt a Hisztéria új felállásban rögzítette, és országos turnén mutatta be a közönségnek. Az új anyag és a sikeres koncertek ellenére a Hisztéria 1998-ban feloszlott és egészen 2006-ig nem tért vissza a magyar zenei életbe.

### 2006 után
Az együttes újjáalakult és néhány új hangzóanyaggal jelentkezett. 2010-ben az új stúdióalbumot teljesen friss felállással rögzítette a Hisztéria. A lemez Modern káosz címmel került forgalomba.

## Jelenlegi tagok
- Pataki Antal - ének
- Kenderessy István - gitár
- Farkas Gábor - basszusgitár
- Csányi Péter - dobok
- Mészáros Tibor - dobok

## Diszkográfia
- Támadni kell (1991)
- Kár az életért (1992)
- Ne fogd be a szád (1993)
- Game over (1995)
- X-Phobya (1996)
- …Eddig… Very best off (CD/DVD, 2008)
- Tudom, hogy mit mondasz, csak nem érdekel (kislemez, 2009)
- Live and Loud (split, Hisztéria és Qss közös album, 2009)
- Modern káosz (2010)